# Мичурино (Северная Осетия)
Мичурино (осет. Мичуриныхъæу) — село в Ардонском районе республики Северная Осетия — Алания. Административный центр Мичуринского сельского поселения.

## География
Расположено в междуречье рек Фиагдон (слева) и Майрамадаг (справа), в 9 км к юго-востоку от районного центра Ардон и в 24 км к северо-западу от Владикавказа.

## История
Селение было основано во 2-й половине XIX века, казаками из станицы Ардонской, в так называемом местечке пост, для защиты Осетии от набегов с севера, содержались изначально отары овец казаков, первая семья поселенцев была семья Халадионовых, позднее густо заселилось казаками, пост начали называть до 1950-х годов название хутор Ардонский, в 1913 году открыли 2 классовую церковно-приходскую школу.
С 1920ых годов хутор начали заселять горцы осетины, позже построили современную школу.
В центре села стоит монумент павшим героям второй мировой войны. Во время поездки в Ардон, Дигору, Генерального секретаря Хрущёва, по его инициативе назвали Мичурино. В начале 1980ых построен сельский дворец культуры.

## Население
| 2002  | 2010  | 2011  | 2012  | 2013  | 2014  | 2015  |
| ----- | ----- | ----- | ----- | ----- | ----- | ----- |
| 1468  | ↗1559 | →1559 | ↗1594 | ↗1604 | ↗1638 | ↗1668 |
| 2016  | 2017  | 2018  | 2019  | 2020  | 2021  | 2023  |
| ↗1683 | ↗1690 | ↘1683 | ↘1676 | ↗1681 | ↘1637 | ↘1627 |
| 2024  | 2025  |       |       |       |       |       |
| ↘1620 | ↘1614 |       |       |       |       |       |

Национальный состав
По данным Всероссийской переписи населения 2010 года:
| № | Национальность | Численность, чел. | Доля   |
| - | -------------- | ----------------- | ------ |
| 1 | осетины        | 1264              | 81,1 % |
| 2 | русские        | 238               | 15,3 % |
| 3 | другие         | 57                | 3,6 %  |